# Torneo de Estocolmo 2010
El Torneo de Estocolmo es un evento de tenis que se disputó en Estocolmo, Suecia, entre el 18 de octubre y el 24 de octubre de 2010.

## Campeones
- Individuales masculinos:  Roger Federer derrota a   Florian Mayer, 6–4, 6–3.

- Dobles masculinos:  Eric Butorac /  Jean-Julien Rojer  derrotan a  Johan Brunström /  Jarkko Nieminen, 6–3, 6–4